# Acte gratuit
Un acte gratuit est le fait d'agir en dehors de toute raison, motivation et/ou incitation. 
Il peut aussi être un signe de charité, preuve de la bienveillance que l'on porte envers autrui, dans un geste d'amour désintéressé ou d'empathie.

## En littérature
Dans Les Caves du Vatican d'André Gide, le héros, Lafcadio, précipite dans le vide un vieillard assis en face de lui dans un train. Mais il comprend que son acte n'était pas gratuit, puisqu'il avait pour but de prouver qu'il existe des actes gratuits,,,.